# Carpenii de Sus
Carpenii de Sus – wieś w Rumunii, w okręgu Alba, w gminie Șpring. W 2011 roku pozostawała niezamieszkana.